# Hermann Nottelmann
Hermann Nottelmann (auch: Herrmann, * 4. September 1626 in Vlotho; † 5. September 1674 in Lübeck) war ein deutscher Pädagoge.

## Leben
Nach Schulbesuch in Herford, Bielefeld und am Ratsgymnasium Osnabrück studierte Nottelmann ab 1648 an der Universität Helmstedt. 1651 wechselte er nach Leipzig, wo er den akademischen Grad eines Magisters erwarb.
Er reiste zunächst als Hofmeister mehrerer Adliger, darunter Christian Christoph von der Asseburg, durch Deutschland und wurde dann 1654 Professor für Logik am Johanneum in Lüneburg. Nach dem frühen Tod des Rektors Heinrich Bangert berief ihn der Rat der Hansestadt Lübeck 1666 zum Rektor am Katharineum zu Lübeck. In diesem Amt starb er schon 1674, einen Tag nach seinem 48. Geburtstag.
Seine Witwe Elisabeth, geb. Schirmer, heiratete 1675 seinen Nachfolger Abraham Hinckelmann. Sein Sohn Bernhard Arnold Nottelmann (* 1672) wurde Arzt und 1705 Stadtphysikus in Lüneburg.

## Werk
Es sind von Nottelmann hauptsächlich Programm- und Personalschriften erhalten, so etwa die Trauerrede auf den Superintendenten Menno Hanneken.